# Johann Keil (Verwaltungsjurist)
Johann Keil (* 18. August 1879 in Regensburg; † 1960) war ein deutscher Verwaltungsjurist und Landrat.

## Leben
Nach dem Abitur am Albertus-Magnus-Gymnasium Regensburg und dem Militärdienst als Einjährig-Freiwilliger studierte Johann Keil Rechtswissenschaften an der Friedrich-Alexander-Universität Erlangen-Nürnberg (seit 1902 Mitglied im Corps Onoldia) und der Julius-Maximilians-Universität Würzburg, machte die erste juristische Staatsprüfung und leistete den dreijährigen Vorbereitungsdienst (Referendariat) an den Landgerichten München I und München II. 1907 folgte das Große juristische Staatsexamen. Bis zu seinem Kriegsdienst war er als Akzessist beim Oberversicherungsamt München und später als Assessor in Schongau beschäftigt. Ab 1916 wurde er wegen einer Kriegsverletzung im Garnisonsdienst verwendet. 1920 kam er zum Bezirksamt Regensburg und erhielt zum Jahresanfang 1927 Titel und Rang eines Regierungsrats. Am 1. August 1932 wurde er zum Bezirksamtsvorstand (ab 1939 Landrat) des Bezirksamtes Erlangen (ab 1939 Landkreis Erlangen) ernannt. Zum 1. Mai 1933 trat er in die NSDAP ein (Mitgliedsnummer 3.176.805). Am 22. März 1943 erhielt Keil die Abordnung zum Landratsamt Wunsiedel. Dort wurde er im Mai 1945 aus dem Dienst entfernt. Im Entnazifizierungsverfahren wurde er als Mitläufer eingestuft, so dass er zum 13. Februar 1948 wieder in den Dienst eingestellt wurde, bei gleichzeitiger Versetzung in den Ruhestand.